# Відносна атомна маса
Відносна атомна маса (англ. Relative atomic mass, символ: Ar; іноді скорочено RAM або ram), також відома під застарілим синонімом атомна вага — безрозмірна фізична величина, яка визначається як відношення середньої маси атомів хімічного елемента в даному зразку до постійної атомної маси. Константа атомної маси (символ: mu) визначається як істота1/12 вуглецю-12. Оскільки обидві величини у співвідношенні є масами, отримане значення є безрозмірним. Ці визначення залишаються в силі : 134 навіть після перевизначення базових одиниць СІ у 2019 році.
Для окремого зразка відносна атомна маса даного елемента є середньозваженим арифметичним мас окремих атомів (включно з усіма його ізотопами), присутніх у зразку. Ця кількість може суттєво відрізнятися між зразками, оскільки походження зразка (і, отже, його радіоактивна історія чи історія розповсюдження) могло спричинити комбінації вмісту ізотопів у різних співвідношеннях. Наприклад, через іншу суміш стабільних ізотопів вуглецю-12 і вуглецю-13 зразок елементарного вуглецю з вулканічного метану матиме іншу відносну атомну масу, ніж зразок, зібраний із тканин рослин або тварин.

## Визначення
Відносна атомна маса визначається середньою атомною масою або середньозваженим значенням атомних мас усіх атомів певного хімічного елемента, знайденого в конкретному зразку, яке потім порівнюється з атомною масою вуглецю-12. Це порівняння є часткою двох ваг, що робить значення безрозмірним (не має одиниці). Цей коефіцієнт також пояснює слово відносне: значення маси зразка розглядається відносно значення вуглецю-12.

## Стандартна атомна маса
Комісія IUPAC CIAAW підтримує значення інтервалу очікування відносної атомної маси (або атомної ваги) на Землі, яке називається стандартною атомною вагою. Стандартна атомна вага вимагає, щоб джерела були наземними, природними та стабільними щодо радіоактивності. Також є вимоги до процесу дослідження. Для 84 стабільних елементів CIAAW визначив цю стандартну атомну вагу. Ці значення широко публікуються та називаються «атомною вагою» елементів для реальних речовин, таких як фармацевтичні препарати та комерційна торгівля.

## Дивись також
- Міжнародний союз теоретичної та прикладної хімії (IUPAC)